# Mikroskop sił magnetycznych

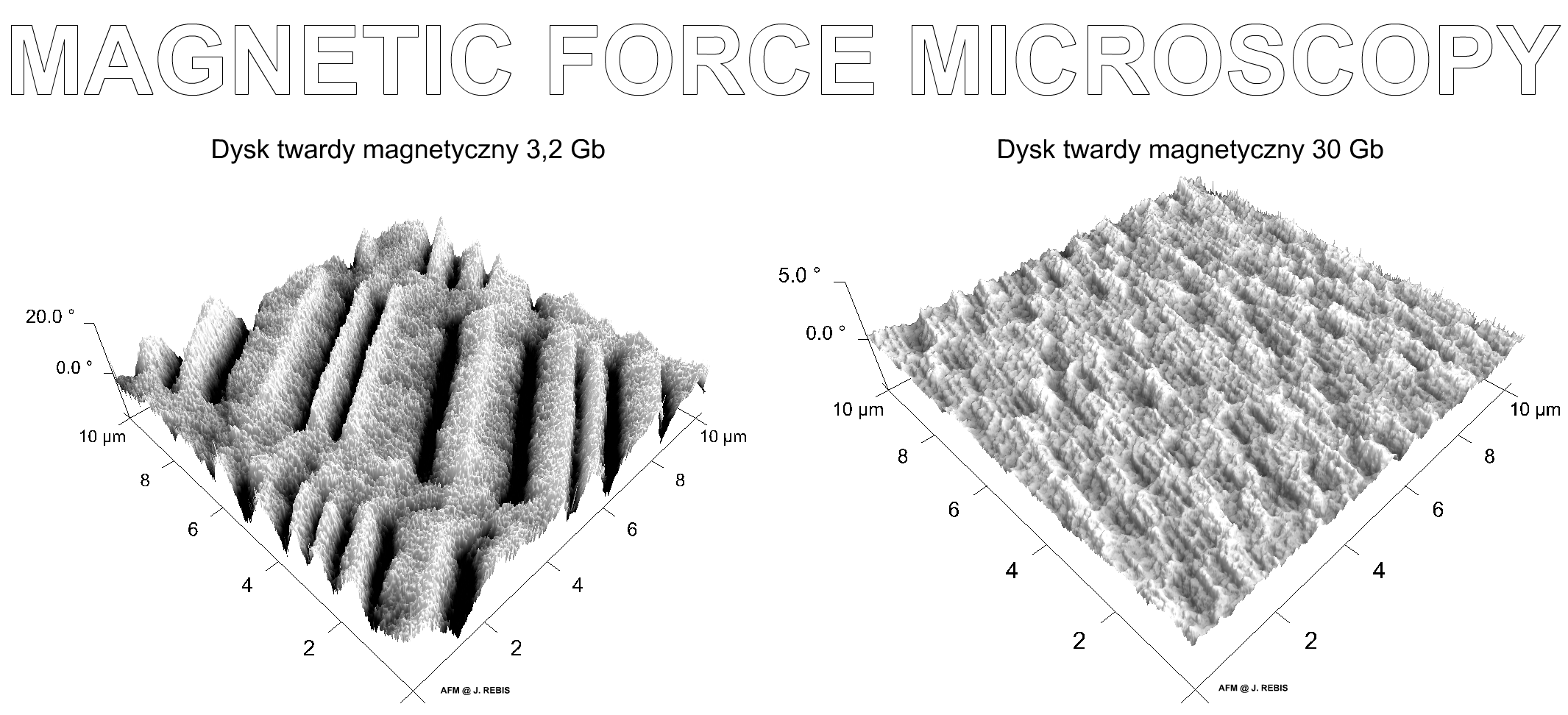
Powierzchnia talerzy dysków twardych, 3,2 i 30 Gb, zobrazowana za pomocą MFM

Mikroskop sił magnetycznych (ang. MFM – Magnetic Force Microscope) – mikroskop, w którym ostrze pokryte cienką warstwą ferromagnetyka wibruje z częstotliwością bliską rezonansowej, poruszając się blisko badanej powierzchni. Poprzez modulację częstości z jaką wibruje dźwignia, mikroskop rejestruje namagnesowanie badanej powierzchni. Zmiany te są indukowane przez zależność pola magnetycznego od odległości ostrze – próbka. Jest on używany do badania struktur domen magnetycznych powierzchni głowic i nośników magnetycznych, np. dysków twardych.